# Pilotrichum antipyreticum
Pilotrichum antipyreticum là một loài rêu trong họ Pilotrichaceae. Loài này được (Hedw.) Müll. Hal. mô tả khoa học đầu tiên năm 1850.